# Dominika Żółtańska
Dominika Żółtańska (ur. 29 stycznia 1987) – polska siatkarka grająca na pozycji środkowej lub przyjmującej. Grając w drużynie KPSK Stal Mielec, z którą zdobyła brązowy medal MP, grała na pozycji środkowej. Grając w kolejnych klubach została przestawiona na przyjęcie.

## Kluby
- MKS Lubań[1]
- MKS Gaudia Trzebnica
- KPSK Stal Mielec
- AZS KSZO Ostrowiec Świętokrzyski
- KPSK Stal Mielec
- LTS Legionovia Legionowo
- AZS KSZO Ostrowiec Świętokrzyski[2]
- AZS Politechnika Śląska Gliwice
- Szóstka Biłgoraj

Gvc Gera
KS Murowana Goślina
Vfl Oythe

## Sukcesy
- brązowy medal Mistrzostw Polski zdobyty z KPSK Stal Mielec[4]